# Mai 1894

## Événements
- Mai - novembre : exposition universelle d’Anvers.

- 8 mai : Rafael Yglesias Castro est élu président du Costa Rica.

- 11 mai : début de la grève Pullman aux États-Unis.

- 12 mai : consécration de la Cathédrale Notre-Dame de Grâce de Cambrai (Nord), restaurée et agrandie.

- 24 mai : Création du club Spandauer SV

## Naissances
- 3 mai : Lou Loeber, peintre, graveuse, dessinatrice, graphiste et illustratrice néerlandaise († 2 février 1983).
- 7 mai : George Drew, homme politique canadien et premier ministre de l'Ontario († 4 janvier 1973).
- 11 mai : Martha Graham, danseuse et chorégraphe américaine († 1er avril 1991).
- 13 mai : Ásgeir Ásgeirsson, homme politique islandais († 15 septembre 1972).
- 19 mai : Josef von Sternberg, réalisateur († 22 décembre 1969).
- 24 mai :
  - Oliver Colin LeBoutillier, aviateur américain († 12 mai 1983).
  - Pontus Hansson (mort le 4 décembre 1962), nageur suédois
  - Hu Xiansu (mort le 16 juillet 1968), botaniste chinois
  - Paul Brien (mort le 19 février 1975), pédagogue et biologiste belge
  - André Dupont (mort le 30 mai 1982), homme politique français
- 27 mai :
  - Louis-Ferdinand Céline, écrivain français († 1er juillet 1961).
  - Dashiell Hammett, écrivain américain († 10 janvier 1961).

## Décès
- 2 mai : Stanisław Wolski, peintre polonais (° 8 avril 1859).
- 9 mai : Léon-Benoit-Charles Thomas, cardinal français, archevêque de Rouen (° 29 mai 1826).
- 24 mai : Henri-Jean Feye (né le 19 novembre 1820), prêtre néerlandais
- 27 mai : El Espartero (Manuel García Cuesta), matador espagnol (° 18 janvier 1865).